# Jochen Huth
Jochen Huth (* 24. Mai 1905 in Leipzig, gebürtig Joachim Huth; † 17. November 1984 in Minusio, Schweiz) war ein deutscher Schauspieler, Hörspielautor und Drehbuchautor.

## Leben
Er studierte an der Universität Leipzig und absolvierte eine kaufmännische Lehre, dann nahm er Schauspielunterricht am Leipziger Stadttheater. Ab 1927 trat er an Leipziger, Hamburger und Oldenburger Bühnen auf.
1931 begann er Feuilletons zu schreiben und zu redigieren. Er war als Filmkritiker und Theaterkritiker tätig und verfasste Hörspiele für die Sender Berlin, Köln und Leipzig. 1935 lernte er Willi Forst kennen und schrieb für ihn die Drehbücher zu drei Filmen. Bis 1941 lieferte er noch einige weitere Drehbücher und war Autor von mehreren Bühnenstücken. Dazu gehörten das Schauspiel Die vier Gesellen, so der Filmtitel von 1938 (1936/37 in Lübeck als Schauspiel) sowie die Komödie Ultimo! Eine Komödie des Alltags. Dieses Stück wurde 1934 in Lübeck in Anwesenheit des Autors uraufgeführt.
Jochen Huth wurde bei einem Besuch in den USA vom Ausbruch des 2. Weltkriegs überrascht und konnte nicht nach Deutschland zurückkehren. Seine Drehbücher wurden noch bis 1941 in Deutschland verfilmt. 
Nach zwölfjähriger Unterbrechung verfasste er ab 1953 erneut Filmdrehbücher. Unter anderem adaptierte er Gerhart Hauptmanns Die Ratten und Vor Sonnenuntergang. Dabei und auch sonst vermied er Schärfe und Anstößigkeiten, wie es für den deutschen Film der 50er Jahre weithin charakteristisch war. Für sein Drehbuch zu Solange Du da bist wurde er 1954 mit dem Filmband in Silber ausgezeichnet. 1956 erhielt er dieselbe Ehrung für Teufel in Seide, einen Problemfilm um eine krankhaft eifersüchtige Frau mit Lilli Palmer in der Hauptrolle.

## Filmografie (Auswahl)
| - 1936: Allotria - 1936: Burgtheater (Drehbuch gemeinsam mit Willi Forst) - 1937: Kapriolen - 1938: Die 4 Gesellen - 1938: Das Leben kann so schön sein - 1939: Fasching - 1939: Ein hoffnungsloser Fall - 1939: Nanette - 1941: Hauptsache glücklich - 1950: Land der Sehnsucht - 1953: Solange Du da bist - 1953: Königliche Hoheit | - 1955: Die Ratten - 1955: Teufel in Seide - 1956: Vor Sonnenuntergang - 1956: Liebe - 1957: Die Letzten werden die Ersten sein - 1958: Italienreise – Liebe inbegriffen - 1958: Der Mann im Strom - 1959: Jacqueline - 1960: Die Frau am dunklen Fenster - 1961: Frau Irene Besser - 1967: Die Mission - 1983: Der Lorbeerkranz |

## Hörspiele
- Eine alltägliche Geschichte. Regie: Karlheinz Schilling (SWF 1951)
- Eine alltägliche Geschichte. Regie: Peter Thomas (RIAS 1954)
- Der goldene Kranz. Bearbeitung und Regie: Willy Purucker (BR 1955)